# Здание бывшего духовного училища (Гомель)
Здание бывшего духовного училища (бел. Будынак былога духоўнага вучылішча) — памятник архитектуры XVIII—XIX веков, расположенный в центральной части Гомеля по адресу ул. Билецкого, 11. Является объектом Государственного списка историко-культурных ценностей Республики Беларусь.

## История
2-хэтажное здание в стиле классицизма на улице Милионной Гомеля (ныне — улица Билецкого) было построено в 1799—1819 годах по проекту архитектора Джона Кларка как дворец графа Румянцева.
В 1880 году здесь разместилась городская духовная семинария, основанная ещё во второй половине XVIII века. К 1910 году в училище насчитывалось 9 учителей и 142 учащихся, из которых бо́льшую часть составляли дети духовенства. После Октябрьской революции новыми властями страны преподавание богословия было отменено. Однако в связи с тем, что в это время Гомель находился под оккупацией германских войск, Гомельское духовное училище продолжало функционировать. В конце февраля 1919 года советская власть в городе была восстановлена, духовное училище было закрыто, а здание перешло в ведение Отдела народного образования.
С 1919 по 1920 годы в здании располагались 23-е Минские Советские пехотные курсы, слушатели которых весной 1920 года участвовали в обороне города от польских интервентов. Об этом свидетельствует установленная в 1962 году на фасаде здания памятная табличка.
В настоящее время в здании размещён один из[какой?] корпусов Гомельского государственного медицинского университета.

## Архитектура
Изначально 2-хэтажное деревянное здание состояло из трёх объёмов, выставленных по одной линии: главного корпуса и двух соединённых с ним галереями флигелей. В корпусе, прямоугольном в плане, на первом этаже располагались 2 парадных зала, на втором — жилые комнаты. Главный фасад был выделен ризалитом с 6-колонным портиком дорического ордена и украшен балконом и небольшим аттиком. Окна первого этажа были оформлены полукруглыми нишами.
Во второй половине XIX века здание было перестроено. Оно стало каменным и иметь в плане П-образную форму, внутренняя планировка была изменена на коридорную. Центр основного корпуса на главном и дворовом фасадах выделен ризалитами. Главный фасад декорирован лепниной, сандриками и разделён горизонтальной тягой на две части. Вход в здание акцентирован козырьком на двух столбах и фигурным аттиком.

## Галерея

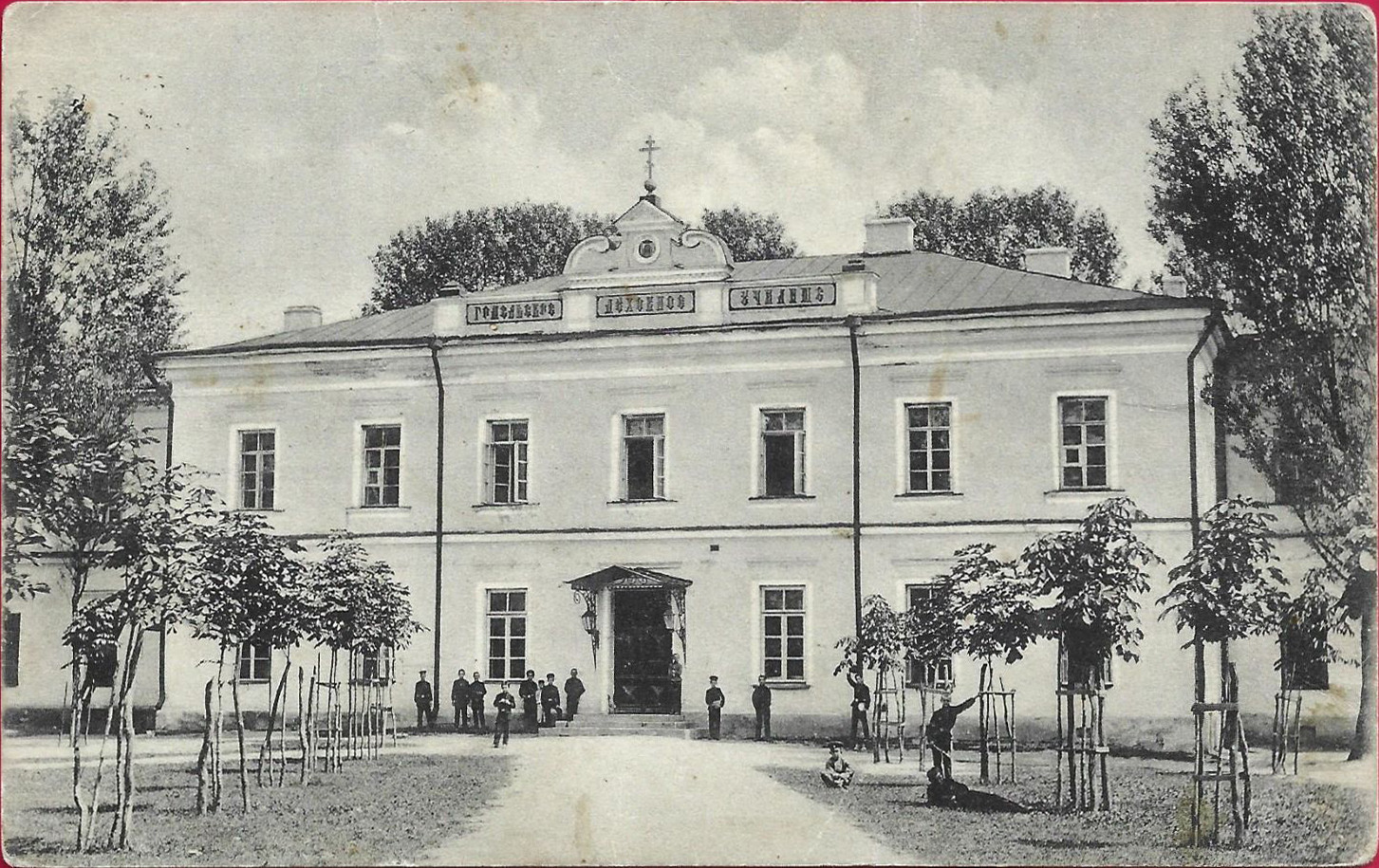
Главный корпус. Фото 1912 года
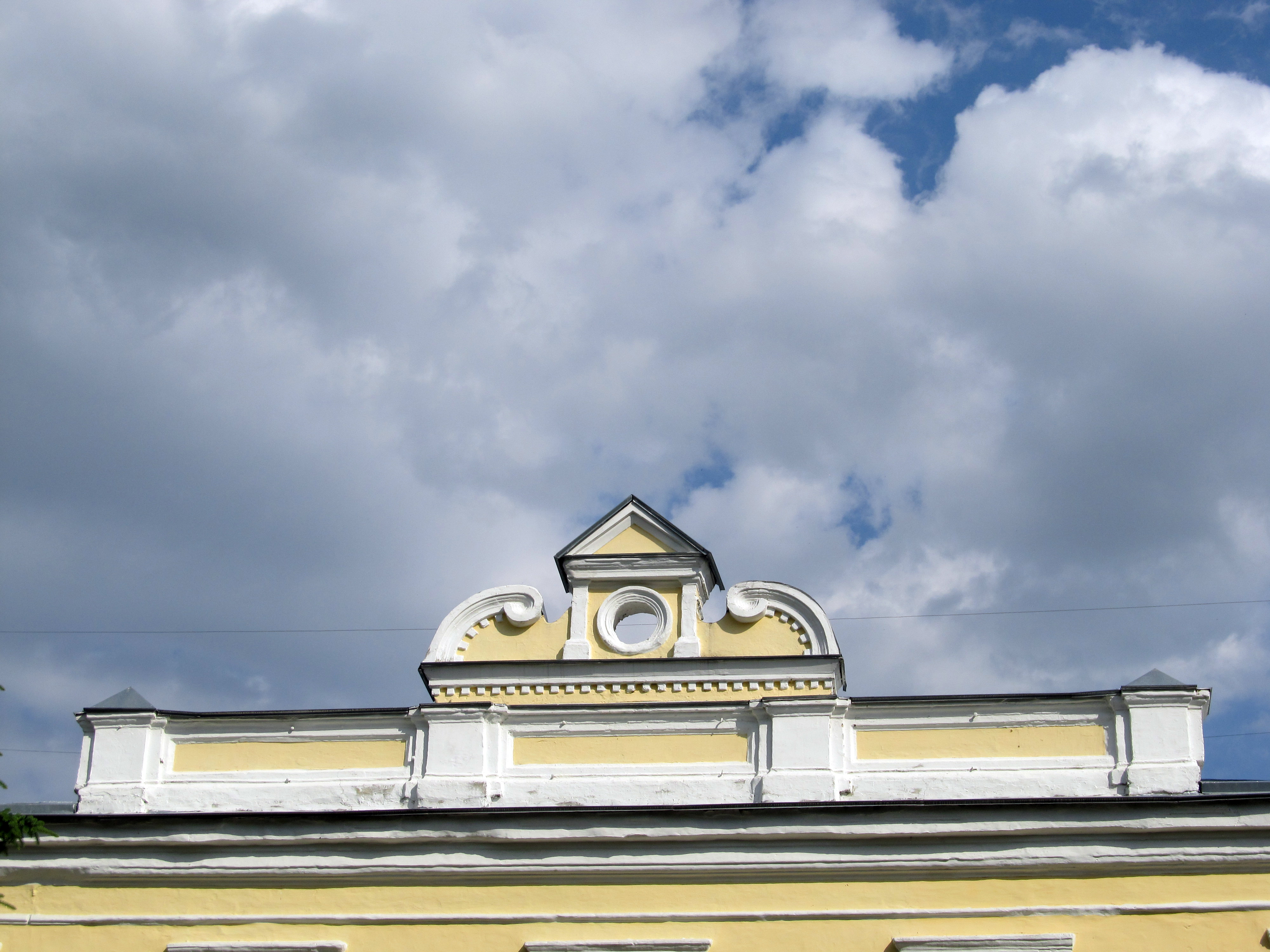
Аттик главного корпуса
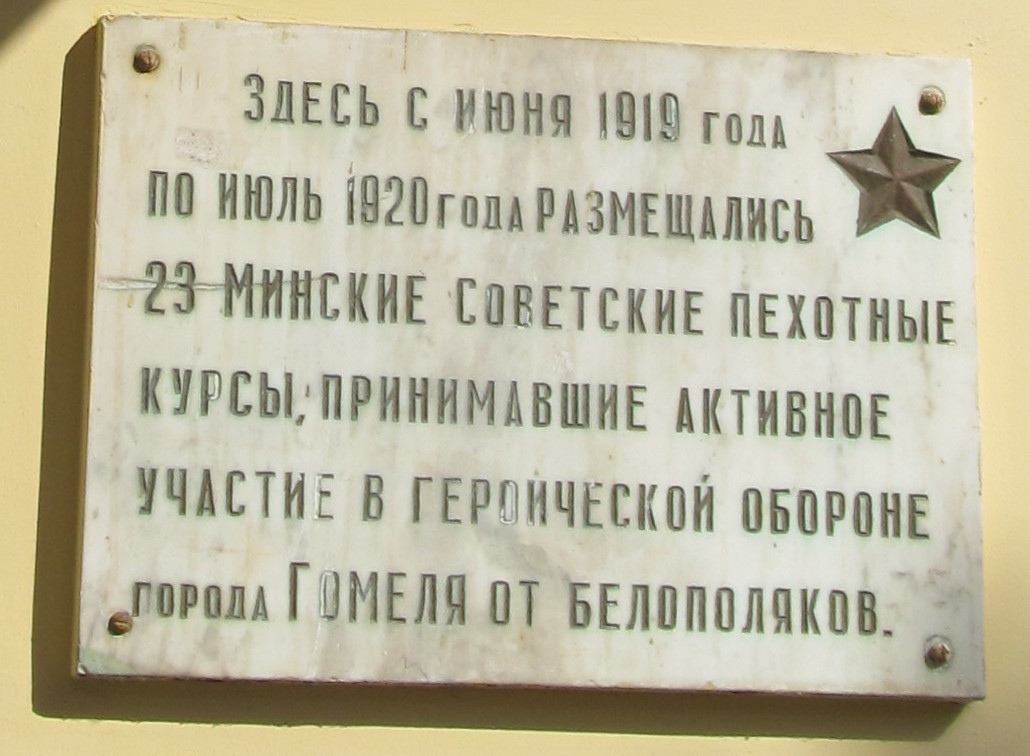
Памятная табличка о курсантах, принимавших участие в обороне Гомеля
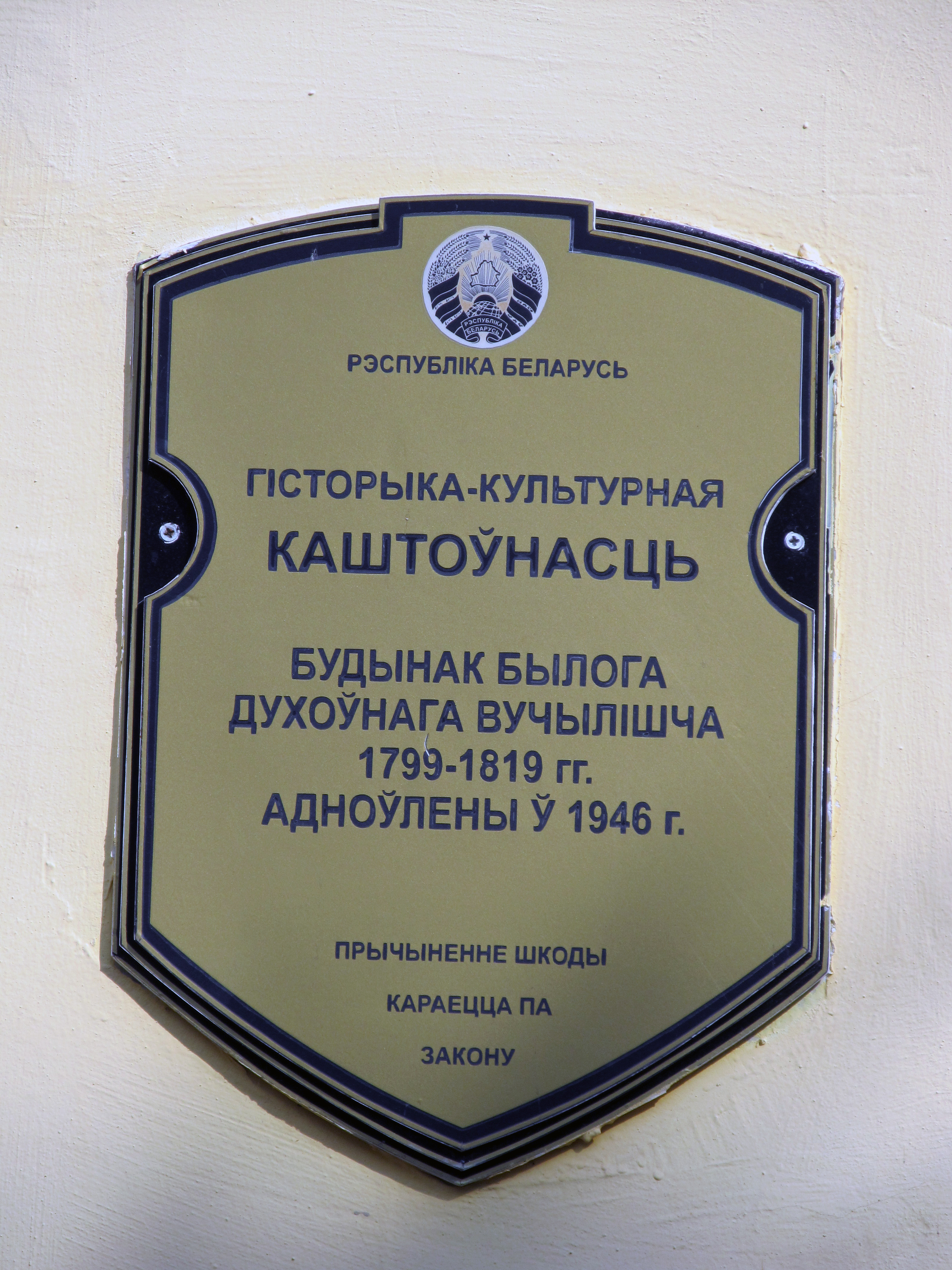
Табличка о признании здания историко-культурной ценностью Белоруссии